# Georges Dumézil
Pour les articles homonymes, voir Dumézil.
Georges Dumézil, né le 4 mars 1898 à Paris 12e, et mort le 11 octobre 1986 dans le 5e arrondissement de la même ville, est un philologue, historien des religions et anthropologue français.
Son travail sur les sociétés et les religions indo-européennes, qui fait toujours l'objet de travaux d'approfondissement et de controverses, a ouvert de nouvelles perspectives à de nombreux chercheurs en sciences humaines.
Maîtrisant de nombreuses langues, il a procédé à un important travail d'étude comparative exacte et directe des textes les plus anciens des mythologies et des religions des peuples indo-européens.
Georges Dumézil s'est aussi intéressé aux langues et récits traditionnels des peuples d'Asie centrale.

## Biographie

### Ascendance
Son grand-père Pierre, né en 1821, artisan tonnelier à Bayon (Gironde), envoie au lycée son fils Jean Anatole Dumézil, qui se passionne pour les langues étrangères et le latin et devient général. Jean Dumézil transmet sa passion pour le latin à son fils, qui apprend également le grec ancien et l'allemand,.

### Scolarité primaire et secondaire
Georges Dumézil étudie dans différents lycées, suivant son père au gré de ses différentes affectations : Bourges, Briançon, Paris, Neufchâteau, Troyes, de nouveau Paris, Tarbes, et enfin Vincennes. Il effectue sa khâgne au lycée Louis-le-Grand, à Paris. Il rencontre alors le grand philologue Michel Bréal (mort en 1915), traducteur de l'œuvre de Franz Bopp, fondateur de la grammaire comparée et auteur d'ouvrages sur le vocabulaire des langues indo-européennes. Celui-ci le recommande à son successeur Antoine Meillet, un autre grand linguiste, et lui donne son dictionnaire sanskrit-français. Avant d'être reçu à l'École normale supérieure en 1916, Dumézil apprend l'arabe et le sanskrit.
En sortant du lycée, il connaît donc six langues, dont trois langues anciennes.

### Carrière universitaire
Georges Dumézil est reçu premier au concours d'admission à l'École normale supérieure en 1916. Ses études sont interrompues par sa mobilisation en tant qu'officier d'artillerie, de mars 1917 à février 1919. Lors de la session spéciale d'octobre, il est reçu 6e à l'agrégation de lettres. Il enseigne quelques mois à Beauvais puis, en janvier 1921, part comme lecteur de français à l'université de Varsovie, occasion pour lui d'apprendre le polonais et le russe.
En 1922, il rentre en France pour commencer ses thèses d'histoire des religions et de mythologie comparée, sous la direction d'Antoine Meillet, qu'il soutient en avril 1924. La première, intitulée Le Festin d'immortalité. Étude de mythologie comparée indo-européenne, porte sur la comparaison entre l'ambroisie et une boisson mythologique indienne au nom et aux caractéristiques similaires, l’amrtâ. Il ne se limite cependant pas à la comparaison de deux religions : il y intègre des éléments de nombreuses mythologies indo-européennes. On lui reproche alors de prendre trop de libertés avec les faits pour raconter une plus belle histoire ; c'est d'ailleurs une critique de son œuvre que certains font toujours. Dans sa thèse, en l'absence de boisson d'immortalité en Scandinavie, il promeut la bière à ce rang, ce qui est reconnu (par lui-même) comme une erreur. La seconde s'intitule Le Crime des Lemniennes. Rites et Légendes du monde égéen.
De 1925 à 1931, il exerce en Turquie et enseigne l'histoire des religions à l'université d'Istanbul, créée par Atatürk, qui avait voulu la création de cette chaire d'histoire religieuse. Il y apprend le turc, voyage dans le Caucase et en Russie, et découvre notamment la langue et la mythologie ossètes, derniers descendants des Scythes. Il étudie également la langue des Oubykh, peuple caucasien vaincu par les Russes entre 1860 et 1870, et réfugié dans l'ouest de la Turquie, ainsi que le tcherkesse et l'abkhaze. Le fonds d'ouvrages qu'il rapporte de ces voyages est un des plus importants de caucasiologie en Occident (voir Bibliothèque interuniversitaire des langues orientales).
Georges Dumézil est marié et père de deux enfants : Perrine, astrophysicienne et épouse d'Hubert Curien, et Claude (1929-2013), psychanalyste.
De 1931 à 1933, il est lecteur de français à l’université d'Uppsala, en Suède. Il y parfait sa connaissance de la mythologie scandinave, et en profite pour apprendre une nouvelle langue. Ce passage à Uppsala aidera plus tard Michel Foucault, son protégé, à y être également nommé. Il quitte ce poste en 1933 et obtient, grâce à la protection de l’indianiste Sylvain Lévi, un poste de chargé de conférences en sciences religieuses. En 1933, il devient franc-maçon dans un atelier de la Grande Loge. Il est ensuite nommé « directeur d’étude comparative des religions des peuples indo-européens » à la Ve section de l’École pratique des hautes études. Il suit également des cours de sinologie donnés par Marcel Granet, rédige des articles nationalistes sous le pseudonyme de Georges Marcenay et fréquente Marcel Mauss. En 1938, il écrit Jupiter Mars Quirinus, où il élabore pour la première fois sa théorie des trois fonctions.
En 1941, il est expulsé de l’enseignement à l'École pratique des hautes études à cause de son appartenance à la franc-maçonnerie par l’administrateur vichyste de la Bibliothèque nationale Bernard Faÿ. Il bénéficie alors de la protection du père Dabosville, directeur de l’École Saint-Martin-de-France à Pontoise, qui le prend comme enseignant en latin et en grec. Il réintègre l’université l’année suivante après l’intervention de Jérôme Carcopino. Il collabore à la Nouvelle Revue Française sous la direction de Drieu la Rochelle pour de nombreux articles. En 1949, il est élu au Collège de France et commence à y enseigner en décembre de la même année, à la chaire des civilisations indo-européennes créée pour lui. Il affirme y avoir été élu grâce au soutien de Jules Bloch, Alfred Ernout, Lucien Febvre, Louis Robert ou encore Emile Benveniste, et malgré l’opposition farouche d’André Piganiol, d’Edmond Faral et d’André Mazon. Il y enseigne jusqu’en 1968.
Après-guerre, il voyage au Pérou et apprend le quechua à Cuzco. Mais de 1952 à 1972, il voyage surtout dans le Caucase pour y étudier les langues et les mythologies.
Il prend sa retraite en 1968 mais, pendant trois ans, il continue de donner des conférences aux États-Unis, aux universités de Princeton, Chicago et Los Angeles. Il entreprend alors un travail de compilation de son œuvre. Il publie ainsi les trois volumes de Mythe et Épopée en 1968, 1971 et 1973. En 1970, il est élu à l'Académie des inscriptions et belles-lettres. Il entre à l'Académie française en 1978.

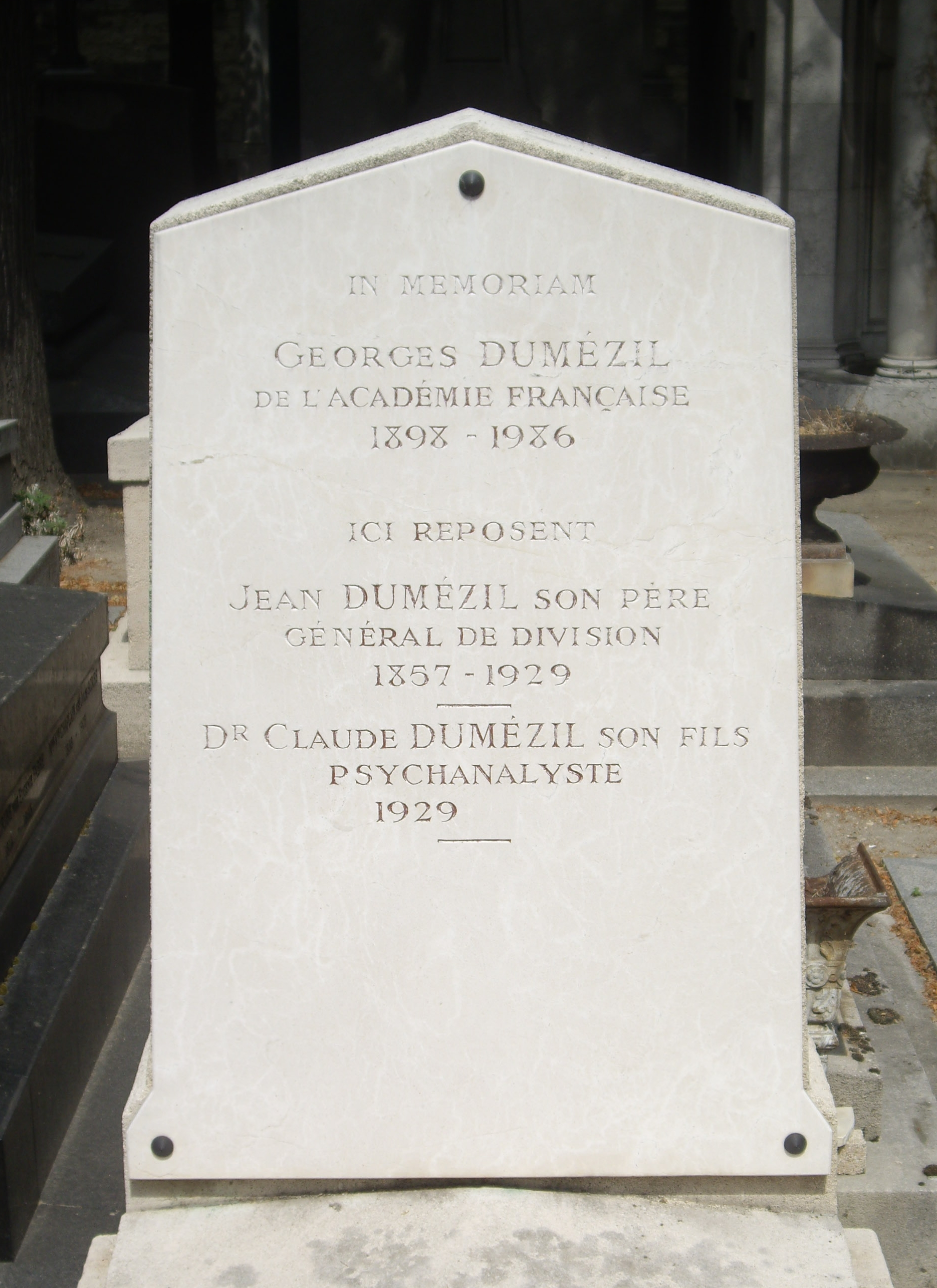
Plaque en hommage à Georges Dumézil - division 19 - cimetière du Montparnasse (Paris). Il n'est pas inhumé dans la tombe de ses père et fils.

Il meurt le 11 octobre 1986, peu avant son épouse Madeleine, qui meurt en 1987.

## Travaux

### Travaux de linguistique dans le domaine caucasien
Bien connu du public pour ses travaux de mythologie comparée, Georges Dumézil l’est moins pour ses travaux concernant le domaine caucasien. Or, il fait œuvre de pionnier dans l'étude des langues caucasiennes en publiant en 1931 La Langue des Oubykhs, puis une Introduction à la grammaire comparée des langues caucasiennes du nord. Il aide ainsi, avec le linguiste d'origine géorgienne Georges Charachidzé, à sauver de l'oubli la langue oubykh devenue une langue morte depuis le décès de son dernier locuteur, Tevfik Esenç, en 1992.
Ces ouvrages sont accompagnés de travaux de traduction et d'édition avec la publication notamment de Textes populaires ingouches en 1932. À partir de 1954, il retourne chaque année en Turquie poursuivant la publication de ses recueils de documents linguistiques et folkloriques, tels ses Contes et légendes des Oubykhs (1957), ses Contes lazes (1957) ou encore Documents anatoliens sur les langues et les traditions du Caucase (1965).
En 1985, il fonde avec Georges Charachidzé la Revue des études géorgiennes et caucasiennes qui mêle littérature écrite et orale, mythologie et archéologie.

### La théorie de la tri-fonctionnalité

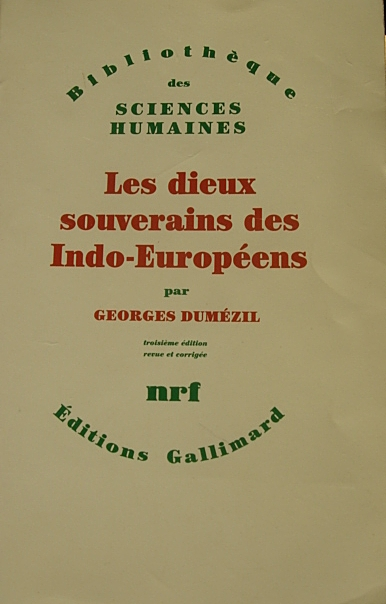
Les Dieux souverains des Indo-Européens, 1977

Partant du constat d'une communauté du vocabulaire du sacré chez les Indo-Iraniens et les Italo-Celtes, Dumézil a montré que beaucoup de récits étaient organisés selon des structures narratives semblables et que les mythes exprimés par ces récits traduisaient une conception de la société organisée selon trois fonctions :
- la fonction du sacré et de la souveraineté magique et juridique ;
- la fonction guerrière ;
- la fonction de production et de fécondité, soumise aux deux précédentes tout en leur étant indispensable[21].

Cette organisation en trois fonctions se retrouve aussi bien dans :
- la mythologie ;
- les récits fondateurs comme ceux de la Rome antique ;
- les institutions sociales comme celles du système de castes en Inde ;
- la société d'ordres d'Ancien Régime segmentée en clergé, noblesse et tiers état.

Dès sa thèse, il trouve son domaine de recherches : la mythologie comparée. Au départ, poussé dans cette direction par Antoine Meillet, qui veut le voir reprendre l'étude de la religion indo-européenne là où elle a été abandonnée depuis plusieurs décennies, il est abandonné par ses pairs philologues qui lui reprochent, pour les uns, d'inclure trop de mythologie dans des études littéraires et, pour les autres, de plier les faits à sa théorie.
Sa découverte de la culture ossète (dernière branche survivante des Alains, descendants eux-mêmes des Scythes), étudiée auparavant par Vsevolod Miller, lui fait reprendre cette voie de recherche. En effet, ceux-ci se projettent dans le peuple mythique des Nartes. Ce monde mythique des Nartes est très proche des mondes mythiques indo-européens (les monstres et les dragons y sont similaires). De plus, ce peuple des Nartes se divise explicitement en trois familles :
- ceux qui sont forts par l'intelligence (zund), les Alægatæ ;
- ceux qui sont forts par le courage et la vaillance au combat, les Æhsærtæggatæ ;
- ceux qui sont riches de leur bétail : les Boratæ.

Il publie en 1930 un article, « La préhistoire indo-iranienne des castes », où il rapproche la division en trois catégories de la société en Inde de celle retrouvée en Iran ancien, les prêtres avestiques, les monteurs de chars et les agriculteurs-éleveurs.
En 1938, dans son article La préhistoire des flamines majeurs, le rapprochement raisonné entre brahmanes indiens et flamines romains lui permet d'analyser la fonction du souverain dans les sociétés indo-européennes. Il joint les rapprochements déjà faits entre sociétés indiennes et iraniennes anciennes à l'observation des flamines, collège de prêtres romains. Les flamines majeurs assuraient le culte des trois dieux Jupiter, Mars et Quirinus, dont les caractères correspondent aux trois fonctions de commandement et de sacré, de force guerrière et de fécondité. La fonction de souveraineté se décompose, elle, en deux versants selon ses termes :
- l'un est formel, d'origine sacerdotale, s'exprime également dans une dimension juridique et est enraciné dans ce monde ;
- l'autre aspect de la souveraineté est fondé sur la puissance et enraciné dans l'autre monde.

En poussant ses raisonnements, il formalise la théorie des trois fonctions (souveraineté et religion, guerre, production), tripartition qui se retrouve dans le vocabulaire, l'organisation sociale et le corpus légendaire de tous les peuples indo-européens :
- société médiévale, par exemple, divisée en oratores (ceux qui prient, le clergé), bellatores (ceux qui combattent, la noblesse) et laboratores (ceux qui travaillent, le tiers état) ;
- société indienne, divisée en brahmanes (prêtres, enseignants et professeurs), kshatriyas (roi, princes, administrateurs et soldats), plus la caste productive, se subdivisant en vaishyas (artisans, commerçants, hommes d'affaires, agriculteurs et bergers) et shoûdras (serviteurs)[21].

Dans cette société, les prolongements sont plus importants encore : dans le grand poème épique indien Mahabharata, chaque héros agit selon le schéma trifonctionnel, en fonction du caractère et de la place du dieu dont il est le représentant.
Dumézil montre ensuite que l'histoire officielle des origines de Rome est une mise en scène de cette même idéologie structurante avec ses trois chefs d'origine, Romulus fils divin, Lucumon le guerrier et Titus Tatius le Sabin. Par conséquent, il serait vain de chercher à démêler légende et histoire à propos de Romulus et de ses successeurs.
À l'occasion de la sortie de son ouvrage Mariages indo-européens, Georges Dumézil se prête au jeu d'un grand entretien avec Alain Grosrichard, Joël Grisward, Jacques-Alain Miller, Jean-Claude Milner, Claude Dumézil et François Regnault. Il note à propos de la tri-fonctionnalité : « L'idéal serait que, pour chacun des termes de l'organisation ternaire, on puisse dire : c'est évident, ça ne se discute pas. Dans la pratique, on est porté à se montrer un peu moins exigeant : si l'on a déjà l'évidence pour deux des termes, on peut se contenter, pour le troisième, d'une probabilité établie par une argumentation brève et simple ».

## Postérité

Enluminure médiévale, British Library : le clerc, le chevalier et le travailleur. L'organisation de la société selon trois fonctions primordiales trouve une continuité jusqu'au Moyen Âge

La « tri-fonctionnalité dumézilienne » demeure encore l'objet de controverses. Ses méthodes de travail ont influencé l'ensemble d'une discipline, l'étude des religions antiques : il a changé la manière de les étudier, en créant l'étude comparée des mythologies, également en montrant que les divinités n'existaient pas pour elles-mêmes, et qu'il fallait faire porter les études sur les paires ou les groupes de dieux (tels qu'ils étaient célébrés dans les récits mythiques). Toutes ses analyses portent sur la structure des mythes et des récits, ne rapprochant jamais des faits isolés.
Il est le créateur d'une nouvelle discipline, et a dû tâtonner, élaborer une méthode : ainsi a-t-il été jusqu'à renier l'intégralité de son œuvre antérieure à 1938.
Les travaux de Dumézil en apportant un nouvel éclairage notamment sur les religions grecque, romaine, indienne des origines ont souvent provoqué l'opposition, voire des critiques, des spécialistes de ces domaines rejetant les apports nouveaux de la mythologie comparée dans leurs domaines respectifs. Arnaldo Momigliano, historien de la Rome antique, qui a critiqué la thèse trifonctionnaliste, en est un exemple. L'indianiste allemand Paul Thieme, a été l'un de ses adversaires les plus résolus. Chez les historiens des religions anciennes, Dumézil a dû faire face à l'opposition de l'école dite « dynamiste » ou « primitiviste », dont le britannique H. J. Rose et les néerlandais Hendrik Wagenvoort et Jan Gonda,. En France, son « principal adversaire », selon l'expression de Dumézil, fut le latiniste André Piganiol.
La méthode Dumézil a fait des émules, en particulier :
- l'historien Georges Duby, qui a montré la continuité des trois fonctions au Moyen Âge dans Les trois ordres ou l'imaginaire du féodalisme (1978) et Le Chevalier, la Femme et le Prêtre (1981) ;
- le philosophe Michel Foucault, qui a bénéficié du patronage de Dumézil et s'est inspiré de ses recherches dans ses premiers travaux.

C'est l'anthropologue Claude Lévi-Strauss qui a prononcé son discours de réception à l'Académie française.
Un grand nombre d'universitaires a repris ses thèmes de prédilection, parmi lesquels l'indianiste suédois Stig Wikander (1908-1983), le spécialiste du monde celtique Christian-J. Guyonvarc'h, l'indianiste français Louis Renou, le linguiste et mythologue néerlandais Jan de Vries (1890-1964), le linguiste français Émile Benveniste et, plus récemment, l'historien Bernard Sergent. S'il n'existe pas d'« école dumézilienne », puisque Dumézil n'a jamais été le directeur de thèse d'un doctorant, les travaux de Georges Dumézil ont marqué la mythologie comparée et l'ensemble des recherches portant sur les anciennes religions européennes. Il a aussi influencé le philosophe et rhétoricien français Philippe-Joseph Salazar, alors jeune normalien, en lui suggérant que la voix était un objet d'étude.
Les indianistes Jean Naudou, Nick J. Allen, d'Oxford, et Daniel Dubuisson admettent l'utilité des thèses trifonctionnelles dans leur domaine, tout comme Émilia Masson dans le sien, les Hittites.
Michel Poitevin a souligné l'intérêt philosophique de l'œuvre de Dumézil, qui incite à réfléchir sur les structures symboliques de l'esprit humain.
Cette avancée dans la recherche reconnue n'a pas empêché des comparatistes, tels que Jean Haudry, de souligner les limites de la théorie des « trois fonctions ». Celui-ci fait remarquer que ce schéma explicatif pose un problème de chronologie et se laisse difficilement appliquer à certains domaines du monde indo-européen ; parmi ceux-ci, en particulier les mondes grec ou balte au sein desquels, comme le reconnaissait Dumézil lui-même, l'interprétation des mythes par le prisme de la tri-fonctionnalité offre peu de résultats. Jean Haudry explique que nombre de récits et légendes ne peuvent être interprétés et compris que par des notions cosmologiques, et que la cosmologie des trois cieux, ciel diurne, ciel nocturne et ciel crépusculaire, constitue la base des « trois couleurs » symboliques : blanche, noire et rouge, et de leur application à la société, les fameuses trois fonctions. Cette application à la société ne s'est pas réalisée chez tous les peuples indo-européens, mais seulement parmi certains d'entre eux.

## Polémique sur ses idées politiques
Dumézil a entretenu des relations avec des écrivains tels que Charles Maurras, Pierre Gaxotte (dont il était resté l'ami), ou Pierre Drieu la Rochelle dans les années 1920, et collaboré dans les années 1930 au journal nationaliste Le Jour de Léon Bailby, où il signa de son pseudonyme de Georges Marcenay des éditoriaux à la fois anticommunistes et antinazis, dénonçant le danger que représente l'Allemagne hitlérienne.
À partir des années 1960 et surtout au cours des années 1980, des historiens comme Arnaldo Momigliano et Carlo Ginzburg reprochent à Dumézil, apparemment pour des raisons idéologiques, de nourrir des affinités avec l'extrême droite, voire de témoigner d'une certaine sensibilité aux idées national-socialistes, attaques qui furent réfutées.
Dumézil a fait partie du comité de patronage de Nouvelle École — revue liée à la Nouvelle Droite fondée par Alain de Benoist et accusée par la gauche intellectuelle d'entretenir un mythe indo-européen — de mai-juin 1972 à novembre 1973 : « plusieurs hypothèses ont été avancées pour expliquer aussi bien l'entrée dans le comité de patronage de Nouvelle École que la décision d'en sortir ».
Pour certains, Dumézil est suspect en raison de son thème de prédilection, les Indo-Européens, que le GRECE mettait en avant dans les années 1970-1980. Pourquoi s'intéresser, à partir des années 1930, à un peuple auquel les tenants de l'idéologie aryenne voulaient identifier la « race » germanique ? Pour Didier Eribon, Dumézil, vigoureusement opposé à toute forme d'antisémitisme, n'a rien d'un nazi : ses études sur les Indo-Européens, qui ne laissent rien présumer de ses opinions politiques, remontent à une période antérieure à la popularisation de ce thème par les nazis, puisque son premier article sur le sujet date de 1930. Il montre dans cet ouvrage que les détracteurs et accusateurs de Dumézil ne s'étaient pas donné la peine de lire ses livres et plus particulièrement celui qu'ils utilisaient pour l'accuser (Mythes et dieux des Germains : essai d'interprétation comparative, PUF, 1939).

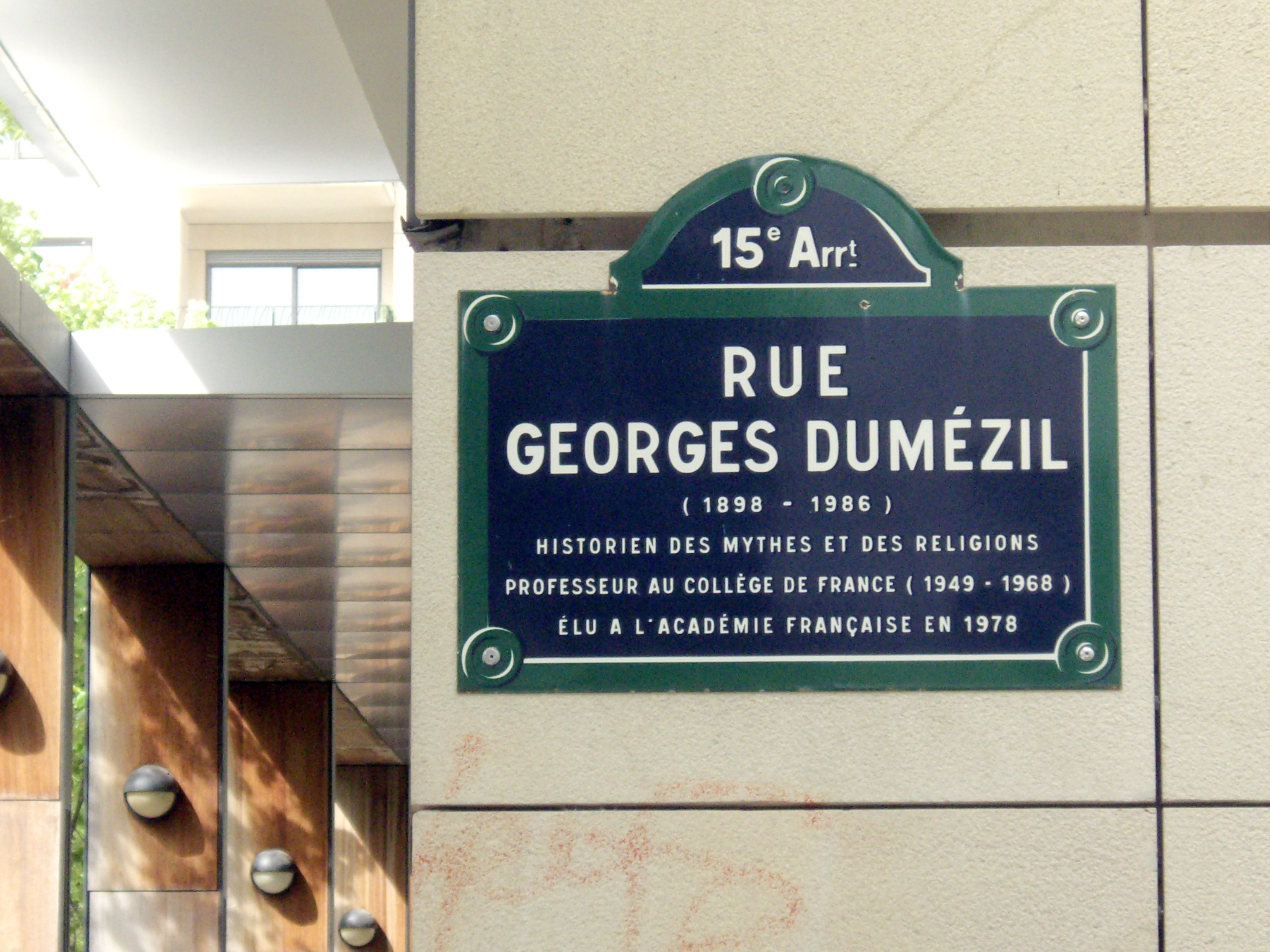
Rue Georges-Dumézil, Paris 15e arrondissement

Dans l'entretien télévisé qu'il a accordé le 18 juillet 1986, à la fin de sa vie, au journaliste Bernard Pivot dans le cadre de l'émission Apostrophes, l'historien, interrogé sur une publication de Drieu la Rochelle parue en 1943 dans La Nouvelle Revue française (article consacré à Dumézil et intitulé Éternelle Germanie), précise que la critique récurrente selon laquelle il aurait présenté les Indo-Européens comme une race supérieure s'opposant aux Sémites lui a toujours été complètement étrangère.
À Didier Eribon, Dumézil confie : « J'ai eu une tentation politique quand j'étais jeune, au sortir de la guerre. Gaxotte me présenta à Maurras, qui était un homme fascinant ». Question : « Vous vous êtes rapproché de l'Action française ? » Dumézil : « Je n'ai jamais adhéré. Trop de choses me séparaient d'elle. Le credo de l'Action française était un bloc : il interdisait aussi bien de goûter Edmond Rostand que de croire à l'innocence du capitaine Dreyfus… Très vite, il m'a semblé vain de me soucier de politique intérieure. En fait, dès 1924, le malheur était déjà dans l'air… Et je suis parti pour Istanbul, où je me suis laissé pénétrer par le sage fatalisme oriental ». Il déclare aussi à Didier Eribon : « Le principe non pas simplement monarchique, mais dynastique, qui met le plus haut poste de l'État à l'abri des caprices et des ambitions, me paraissait, et me paraît toujours, préférable à l'élection généralisée dans laquelle nous vivons depuis Danton et Bonaparte. L'exemple des monarchies du Nord (de l'Europe) m'a confirmé dans ce sentiment. Bien entendu, la formule n'est pas applicable en France ».

## Publications
Fruit de plus de soixante années de travail, la production de Georges Dumézil compte une soixantaine d'ouvrages et plusieurs centaines d'articles. Par la suite, Dumézil a porté un regard critique sur ses ouvrages d'avant 1939, balbutiements de la mythologie comparée, mais ses études linguistiques scientifiques, en particulier sur les langues caucasiennes, comme l'Oubykh ont fait autorité.

### Avant 1939
- Le Festin d'immortalité - Étude de mythologie comparée indo-européenne, Paris, Annales du Musée Guimet, 1924 (sa thèse)
- Le Crime des Lemniennes - Rites et Légendes du monde égéen, Paris, 1924 (sa thèse complémentaire)
- Le Problème des Centaures - Étude de mythologie comparée indo-européenne , Paris, Annales du Musée Guimet, 1929

Pierre Boyancé, « Compte-rendu de lecture du Problème des Centaures », Revue des Études Anciennes, t. 33, no 2,‎ 1931, p. 167-169.
- Légendes sur les Nartes, suivies de cinq notes mythologiques, Paris, Honoré Champion, "Bibliothèque de l'Institut français de Léningrad", tome XI, 1930.
- La Langue des Oubykhs (I, Grammaire ; II, Textes traduits et commentés ; III, Notes de vocabulaire), Paris, Honoré Champion, 1931.
- Ouranos-Varuna - Essai de mythologie comparée indo-européenne, Paris, Maisonneuve, 1932.

Pierre Chantraine, « Compte-rendu de lecture de Flamen- Brahman », Revue des Études Grecques, t. 49, no 230,‎ 1936, p. 305-306 (lire en ligne).
- Introduction à la grammaire comparée des langues caucasiennes du nord, 152 p. grand format, Paris, Honoré Champion, 1931.
- Flamen-Brahman, 1935, Annales du Musée Guimet, Bibliothèque de vulgarisation, t. LII, Paris

Albert Cuny, « Compte-rendu de lecture de Flamen- Brahman », Revue des Études Anciennes, t. 38, no 3,‎ 1936, p. 376-377 (lire en ligne).

### À partir de 1939
- Mythes et dieux des Germains - Essai d'interprétation comparative, Paris, Presses universitaires de France, 1939
- Mitra-Varuna - Essai sur deux représentations indo-européennes de la Souveraineté, Paris, Presses universitaires de France, 1940 Scan (Version originale, Français)
- Jupiter Mars Quirinus, composé de :
  - Essai sur la conception indo-européenne de la société et sur les origines de Rome, Paris, Gallimard, 1941
  - Naissance de Rome, Gallimard, 1944
  - Naissance d'archanges - Essai sur la formation de la religion zoroastrienne, Paris, Gallimard, 1945
  - Explication de textes indiens et latins, Paris, Gallimard, 1948
- Les Mythes romains, composé de :
  - Horace et les Curiaces, Paris, Gallimard, 1942
  - Servius et la Fortune - Essai sur la fonction sociale de louange et de blâme et sur les éléments indo-européens du cens romain, Paris, Gallimard, 1943
  - Tarpeia - Cinq essais de philologie comparée indo-européenne, Paris, Gallimard, 1947
- Loki, Paris, G.P. Maisonneuve, 1948
- L'Héritage indo-européen à Rome, Paris, Gallimard, 1949
- Le Troisième Souverain, Paris, G.P. Maisonneuve, 1949
- Les Dieux indo-européens, Paris, Presses universitaires de France, 1952
- Rituels indo-européens à Rome, Paris, Klincksieck, 1954
- Déesses latines et mythes védiques , Bruxelles, Latomus, 1956
- Aspects de la fonction guerrière chez les Indo-Européens, Paris, Presses universitaires de France, « Bibliothèque de l'École des hautes études, Sciences religieuses », LXVIIIe volume, 1956
- Contes et légendes des Oubykhs, Paris, Institut d'ethnologie, 1957
- Contes lazes, Institut d'ethnologie, 1957
- L’Idéologie tripartite des Indo-Européens, Bruxelles, Latomus, 1958
- Le Mahabarata et le Bhagavat du colonel Antoine-Louis Polier, 1958, rééd. Gallimard, 1986,  (ISBN 978-2070706051)
- Études oubykhs, Paris, A. Maisonneuve, 1959
- Les Dieux des Germains, essai sur la formation de la religion scandinave, Paris, Presses universitaires de France, 1959
- Documents anatoliens sur les langues et les traditions du Caucase, Paris, A. Maisonneuve, 1960-1967
- Le Livre des héros, légendes ossètes sur les Nartes, Paris, Gallimard, 1965
- La Religion romaine archaïque, avec un appendice sur la religion des Étrusques, Paris, Payot, 1966
- Mythe et Épopée[54] :
  - L’Idéologie des trois fonctions dans les épopées des peuples indo-européens, Paris, Gallimard, 1968
  - Types épiques indo-européens : un héros, un sorcier, un roi, Paris, Gallimard, 1971
  - Histoires romaines, Paris, Gallimard, 1973[55]
- Idées romaines, Paris, Gallimard, 1969
- Heur et Malheur du guerrier, aspects de la fonction guerrière chez les Indo-Européens, Paris, Presses universitaires de France, 1969
- Du mythe au roman, la Saga de Hadingus et autres essais, Paris, Presses universitaires de France, 1970
- Fêtes romaines d’été et d’automne, suivi de Dix Questions romaines , Paris, Gallimard, 1975
- Le Verbe oubykh, études descriptives et comparatives, Paris, Académie des inscriptions et belles-lettres, 1975
- Les Dieux souverains des Indo-Européens, Paris, Gallimard, 1977, 3e édition revue en 1986
- Romans de Scythie et d’alentour, Paris, Payot, 1978
- Mariages indo-européens, suivi de Quinze Questions romaines, Paris, Payot, 1979
- Apollon sonore et autres essais, Paris, Gallimard, 1982
- La Courtisane et les Seigneurs colorés, et autres essais - 25 esquisses de mythologie, Paris, Gallimard, 1983
- Le Moyne noir en gris dedans Varenne - Sotie nostradamique, Paris, Gallimard, 1984
- Le Mahabarat et le Bhagavat du Colonel de Polier, présentation de Georges Dumézil, Paris, Gallimard, 1985.
- L’Oubli de l’homme et l’honneur des dieux, Paris, Gallimard, 1985
- Entretiens avec Didier Eribon, Paris, Gallimard, coll. « Folio essais » (no 51), 1987.
- Le Roman des jumeaux - Esquisses de mythologie, édition posthume par Joël Grisward, Paris, Gallimard, 1994

## Distinctions

### Académie française
Georges Dumézil a été élu à l'Académie française le 26 octobre 1978 au fauteuil 40, succédant à Jacques Chastenet, mort le 7 février 1978. Sa réception officielle eut lieu le 14 juin 1979. Après sa mort, le 11 octobre 1986, il fut remplacé, le 16 juin 1988, par Pierre-Jean Rémy.

### Autres distinctions
- Docteur honoris causa de l'université d'Uppsala (1955)[56],
- Docteur honoris causa de l'université d'Istanbul (1964)[56],
- Docteur honoris causa de l'université de Berne (1969)[56],
- Docteur honoris causa de l'université de Liège (1979)[56],
- Membre associé de l'Académie royale des sciences, des lettres et des beaux-arts de Belgique (1958)[56],
- Membre correspondant de l'Académie des sciences de Vienne (1968)[56],
- Membre de l'Académie des inscriptions et belles-lettres de Paris (1970)[57],
- Membre honoraire de l'Académie royale irlandaise (1974)[56].
- Prix mondial Cino-Del-Duca (1984)[56].

### Décorations
- Officier de la Légion d'honneur[56]
- Croix de guerre 1914–1918[56]
- Commandeur de l'ordre des Palmes académiques[56]